# Bękarty
Bękarty (ang. Father Figures) – amerykański film komediowy z 2017 roku w reżyserii Lawrence’a Shera, wyprodukowany przez wytwórnię Warner Bros. Pictures. Główne role w filmie zagrali Owen Wilson, J.K. Simmons, Christopher Walken i Glenn Close.
Premiera filmu odbyła się 13 grudnia 2017 w Grauman’s Chinese Theatre. Dziesięć dni później, 22 grudnia 2017, obraz trafił do kin na terenach Stanów Zjednoczonych i Polski.

## Fabuła
Kyle (Owen Wilson) i Peter Reynoldsowie (Ed Helms) to bracia bliźniacy, którzy są zupełnie do siebie niepodobni – zarówno pod względem wyglądu, jak i charakteru. Wychowywani przez ekscentryczną matkę Helen (Glenn Close) od dzieciństwa żyli w przekonaniu, że ich biologiczny ojciec zmarł niedługo po tym, jak przyszli na świat. Helen, która właśnie wychodzi za mąż, zdradza czterdziestoletnim synom, że nie powiedziała im prawdy. Kobieta nie była pewna, z którym z partnerów zaszła w ciążę. Zszokowani bracia postanawiają odnaleźć ojca. Odwiedzając kolejnych dawnych kochanków Helen, przy okazji dowiadują się pikantnych szczegółów z jej młodości w szalonych latach 70.

## Obsada
- Owen Wilson jako Kyle Reynolds[4]
- Ed Helms jako Peter Reynolds[4]
- Glenn Close jako Helen Baxter[5]
- J.K. Simmons jako Ronald Hunt[6]
- Terry Bradshaw jako on sam[6]
- Christopher Walken jako doktor Walter Tinkler
- Ving Rhames jako Rod Hamilton[7]
- Harry Shearer jako Gene, mąż Helen
- June Squibb jako pani Hunt, matka Ronalda
- Katie Aselton jako Sarah O’Callaghan[8]
- Zachary Haven jako Ethan[9]
- Brian Huskey jako Joel
- Ryan Cartwright jako Liam O’Callaghan

## Produkcja
Zdjęcia do filmu kręcono w Atlancie (Georgia) i Miami (Floryda), a okres zdjęciowy trwał od 5 października do 5 grudnia 2015 roku.

## Odbiór
Film Bękarty spotkał się z negatywną reakcją krytyków. Agregujący recenzje filmowe serwis Rotten Tomatoes, na podstawie dwudziestu dwóch omówień, okazał obrazowi 23-procentowe wsparcie (średnia ocena wyniosła 3,3 na 10). Na portalu Metacritic średnia ocen z 15 recenzji wyniosła 23 punkty na 100.